# Sparing

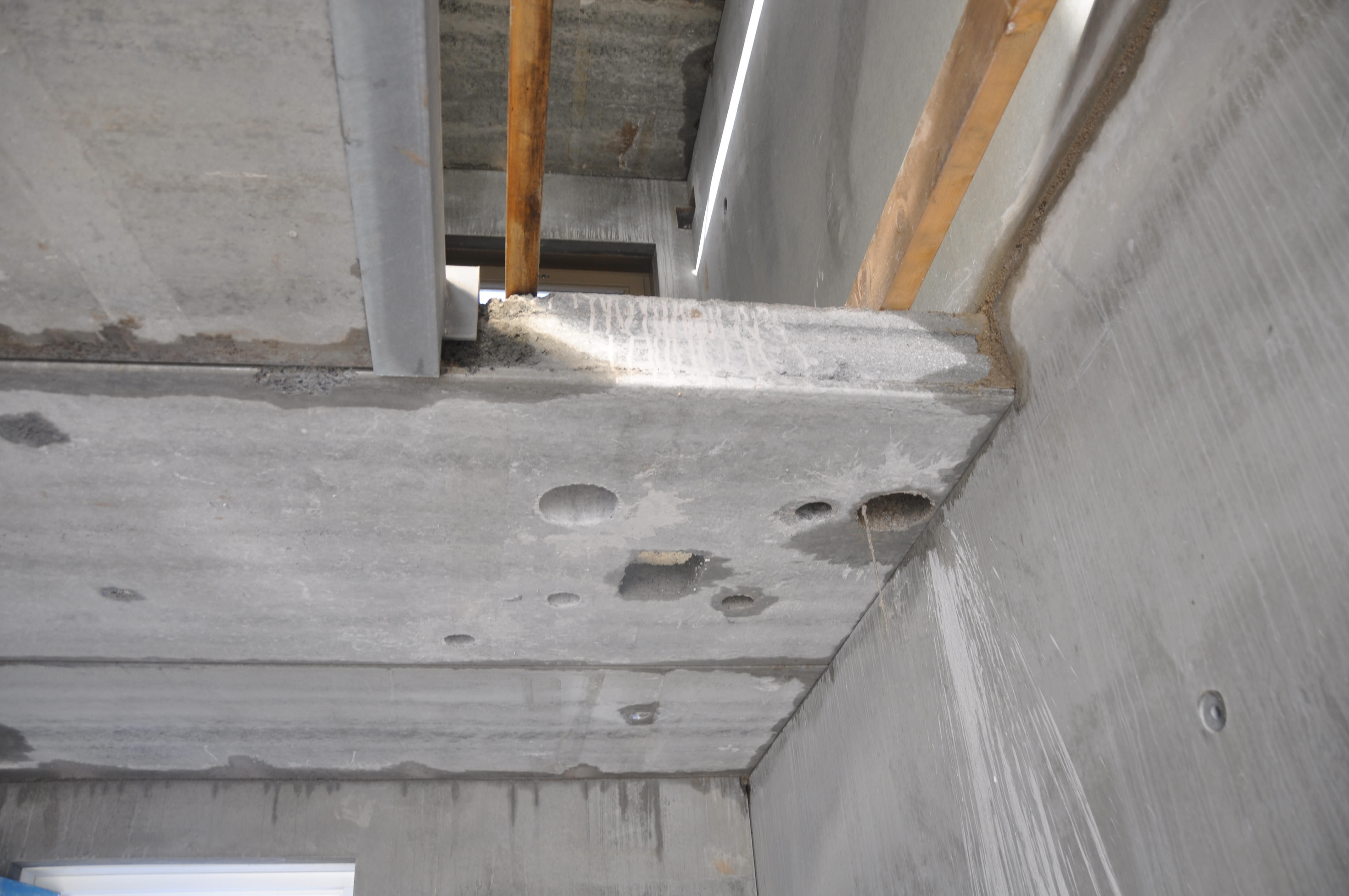
Sparingen in de vloer boven een meterkast

Sparing is een term uit de bouw. Het gaat daarbij om een in het beton aangebrachte uitsparing ten behoeve van het later doorvoeren van leidingen. Dat kunnen allerlei leidingen zijn, kabels voor elektriciteit, buizen en pijpen voor vloeistoffen en gas, kokers voor luchtbehandeling enz. 
In de ontwerpfase van een bouwwerk zal de bouwer tekeningen van de ruwbouw verstrekken aan de installateurs ten behoeve van het aanbrengen van de sparingen. In het bouwoverleg tussen de bouwer en de installateurs wordt vooraf de plaats van leidingen, kokers en kabelgoten bepaald. Daarna wordt de installateur geacht verantwoordelijk te zijn voor de plaats van zijn eigen sparingen. De bouwer blijft verantwoordelijk voor de constructie en zal na ontvangst van de sparingtekeningen de constructie moeten doorrekenen op de plaatselijke verzwakking. Zo nodig wordt er wederom overleg gevoerd. Het kan namelijk zijn, dat een installateur sparingen zou willen aanbrengen op plaatsen waar uit die berekeningen blijkt, dat het constructief niet kan. Installateurs staan bloot aan de verleiding om zoveel mogelijk sparingen aan te laten brengen. Dit maakt voor hen het werk in de uitvoering flexibeler.   
Die verzwakking bestaat uit het op de bekisting aanbrengen van blokken polystyreen in de gewenste maten of andere voorzieningen, waardoor de beton ter plaatse wordt verdrongen.   